# Ananteris pydanieli
Espèce
Ananteris pydanieli est une espèce de scorpions de la famille des Ananteridae.

## Distribution
Cette espèce est endémique de l'État d'Amazonas au Brésil. Elle se rencontre vers Manaus.

## Description
La femelle holotype mesure 31,2 mm.

## Systématique et taxinomie
Cette espèce a été décrite par Lourenço en 1982.

## Étymologie
Cette espèce est nommée en l'honneur de Victor Py-Daniel.

## Publication originale
- Lourenço, 1982 : « Révision du genre Ananteris Thorell, 1891 (Scorpiones, Buthidae) et description de six espèces nouvelles. » Bulletin du Muséum National d'Histoire Naturelle Section A Zoologie Biologie et Écologie Animales, sér. 4, vol. 4, no 1/2, p. 119-151 (texte intégral).